# 新可口可樂
新可口可樂（New Coke）是可口可樂公司在1985年4月23日發售的可口可樂產品的非官方名稱，以取代可口可樂的原有配方。在1980年代前期可口可樂的市場佔有率遭到了百事可樂的追趕，因此可口可樂決定開發新配方來對付。可口可樂的新配方聲稱味道更接近百事可樂。但新配方上市之後差評如潮，因此可口可樂公司就在三個月後重新推出原有配方，並將原配方更名為「可口可樂經典」，使銷量大幅增長。這導致人們猜測新配方是刺激原版可口可樂銷售的一種策略，但該公司強烈否認了這一點。

## 推出背景
第二次世界大戰後，可口可樂佔據了可樂市場60%的份額。 到 1983 年，這一比例已下降至 24% 以下，這主要是由於百事可樂的競爭。 百事可樂在超市的銷量開始超過可口可樂； 可口可樂僅通過汽水自動售貨機和快餐店（尤其是麥當勞）等場所保持領先地位。
市場分析師認為，隨著年齡增長以及對健康和體重的關注，嬰兒潮一代更傾向購買減肥飲料，因此全卡路里可樂市場的增長將來自年輕消費者所帶來的利潤上升。然而該群消費者當時卻較青睞百事可樂。。 與此同時，隨著消費者越來越多地購買無糖和非可樂軟飲料（其中許多是可口可樂銷售的），全卡路里可樂的整體市場在 1980 年代初穩步下降。 這進一步侵蝕了可口可樂的市場份額。當羅伯托·戈伊蘇埃塔（Roberto Goizueta）於 1980 年成為可口可樂首席執行官時，他告訴員工，公司的業務方式（包括飲料的配方方式）中不存在“聖牛”，無法永遠不受質疑或批評。

## 研發過程
可口可樂公司的高級管理人員委託營銷副總裁塞爾吉奧·齊曼（Sergio Zyman）和可口可樂美國公司總裁布萊恩·戴森（Brian Dyson）領導一個秘密項目，為可口可樂創造一種新口味。 這個項目被命名為“堪薩斯計劃”，取自堪薩斯州記者威廉·艾倫·懷特喝可樂的照片； 該圖像已被廣泛用於可口可樂廣告中，並掛在數位行政總裁房間的牆上:114。
在口味測試、調查和焦點小組中，這種更甜的可樂以壓倒性優勢擊敗了普通可口可樂和百事可樂。 美國東南部是可口可樂最強大、最可靠的市場之一，以微弱優勢青睞新口味；測試者知悉新口味也是可口可樂產品後，這種偏好就擴大了。 一家裝瓶公司威脅說，如果可口可樂公司不將這種飲料投放市場，就會起訴它。
當被問及如果是可口可樂他們是否會購買並飲用該產品時，大多數測試者表示他們會購買並飲用該產品，儘管他們表示這需要一些時間來適應。 大約 10-12% 的測試者對此想法感到憤怒和疏遠，並表示他們可能會停止喝可樂。 他們在焦點小組中的存在往往會對結果產生負面影響，因為他們對其他參與者施加了間接的同伴壓力:355。
這些調查被當時的標準營銷程序賦予了更大的意義，其負面影響比味道測試要少，並且是說服管理層在 1985 年改變配方以配合該飲料百年誕辰的關鍵。 然而，這些團體提供了有關這一變化將會如何在公眾中發揮作用的線索，但可口可樂公司對這一發現不予重視。 
在可口可樂的早期職業生涯中，戈伊蘇埃塔曾負責巴哈馬子公司。 他通過稍微調整飲料的口味來提高銷量，因此接受了改變可口可樂口味可以提高利潤的想法。 他相信這將是“新可樂或無可樂”:106， 並且變革必須公開進行。 他堅持要求集裝箱上印有“New！”字樣，新可口可樂因此得名:358。
戈伊蘇埃塔還拜訪了他的導師、前任公司首席執行官、當時已患病的羅伯特·W·伍德拉夫（Robert W. Woodruff），後者在二戰後將可口可樂打造成一個國際品牌。 戈伊蘇埃塔聲稱他已獲得伍德拉夫對重新配方的認可，但戈伊蘇埃塔在公司內的許多最親密的朋友懷疑伍德拉夫是否理解戈伊蘇埃塔的意圖。 伍德拉夫於 1985 年 3 月去世，即新可樂推出前一個月:356:115。

## 正式推出
新可樂於 1985 年 4 月 23 日推出。原配方的生產於當週後期結束。 在許多地區，新可樂最初是採用“舊”可樂包裝引入的； 在新包裝廣泛使用之前，裝瓶商就用完了剩餘的罐頭、紙箱和標籤。 裝有新可樂的舊罐可通過其金色頂部來識別，而玻璃瓶和塑料瓶的蓋子則分別不是銀色和白色，而是紅色。
在紐約市林肯表演藝術中心舉行、介紹新配方的新聞發布會進行得並不順利。 百事可樂已經向記者提出了問題，該公司擔心新可口可樂會抹去其漲幅。 可口可樂首席執行官戈伊蘇埃塔將新口味描述為“更大膽”、“更圓潤”和“更和諧”:352 ，並為這一變化進行了辯護，稱該飲料的秘密配方並非神聖不可侵犯。 早在1935 年，可口可樂就向亞特蘭大拉比托比亞斯·格芬（Tobias Geffen）尋求猶太潔食認證，並對配方進行了兩項更改，以便該飲料可以被視為猶太潔食（以及清真和素食）。戈伊蘇埃塔也拒絕承認口味測試導致了這一變化，稱其為“我們做過的最簡單的決定之一”:117。一名記者詢問假設新可樂是成功了，健怡可樂是否也會重新制定配方，戈伊蘇埃塔簡短地回答道，“不。我不會假設這是成功。（因為）這「就」是成功。”:352
對新配方更甜口味的強調也與可口可樂之前的廣告背道而馳，在可口可樂廣告中，發言人比爾·寇司比曾吹捧原版可口可樂的甜味較低，以此作為人們更喜歡它而不是百事可樂更甜口味的理由:136。新可樂的消息公佈後可口可樂公司股價上漲，市場研究顯示 80% 的美國公眾在幾天內就意識到了可樂的變化:119。

### 初期的成功
可口可樂在紐約推出了新配方時配合了營銷活動，為紀念1986年自由女神像一百週年而修復神像的工人們獲得了罐裝新可樂，並在華盛頓特區的拉斐特公園贈送了數千個易拉罐。 新可樂一經推出後，就在美國的麥當勞和其他飲料機上銷售。這些城市以及邁阿密和底特律等其他推出該產品的地區的銷售數據顯示出與市場研究預測一致的反應。 事實上，可口可樂的銷售額比去年同期增長了 8%。
大多數可口可樂飲用者購買新可樂時，購入的數量大致恢復到以前購買舊可樂時的水平。 調查顯示，大多數定期飲用可樂的人喜歡新口味:153。四分之三的受訪者表示他們會再次購買新可樂。

### 反彈
儘管新可樂被許多可口可樂飲用者接受，但更多人對這一變化表示不滿，正如焦點小組中所發生的那樣。 許多批評者來自美國南部各州，其中一些人認為可口可樂是他們地區身份的一部分。 一些人通過美國內戰將這一變化視為向北方的投降:149–151 ，因為百事可樂的製造商百事可樂公司總部位於紐約州普切斯（Purchase）。
在《芝加哥論壇報》一篇有關新可樂於美國南方反應的報導中，密西西比大學的一位教授指出，“改變可口可樂是對傳統的侵犯”，因此在該地區不會受到歡迎。 一位阿拉巴馬州居民想知道為什麼該公司要在紐約推出這種新口味； 在該州其他地方，《安尼斯頓星報》的一位專欄作家指出戈伊蘇埃塔的古巴血統，暗示口味的改變是共產主義陰謀。 《亞特蘭大憲法報》發現，該市一家頗受歡迎的當地餐廳 The Varsity 的大多數顧客都喜歡原有配方。 “他們為什麼不在這裡測試任何人？” 餐廳合夥人問道。
可口可樂公司收到了超過 40,000 個表達憤怒或失望的電話和信件:119，其中一封信是寄給戈伊蘇埃塔的，收件人被標示為“可口可樂公司首席執行官渡渡”。 另一封信要求他簽名，因為“美國商業史上最愚蠢的高管之一”的簽名將來可能會變得有價值。 公司熱線 1-800-GET-COKE 每天接到超過 1,500 個電話，而變更前的電話數量約為 400 個。 可口可樂聘請來監聽電話的一位精神科醫生告訴高管，有些人聽起來就像是在討論家庭成員的死亡似的:163。
美國南部以外地區亦有出現對新可樂的批評。 《芝加哥論壇報》專欄作家鮑勃·格林（Bob Greene）撰寫了一些被廣泛轉載的文章，嘲笑新口味，並對可口可樂高管改變口味表示憤怒。 喜劇演員和脫口秀主持人，包括約翰尼·卡森和大衛·萊特曼，經常開玩笑嘲笑這一轉變。 當新可口可樂的廣告出現在休斯頓阿斯特羅多姆體育場（Astrodome）的記分牌上時，遭到了強烈的噓聲。就連長期飲用可口可樂的菲德爾·卡斯特羅也強烈反對，稱新可樂是美國資本主義頹廢的標誌:362。戈伊蘇埃塔的父親向兒子表達了類似的疑慮。戈伊蘇埃塔後來回憶說，這是他父親唯一一次喝可樂，亦是他父親（曾逃離古巴以避開卡斯特羅的統治）唯一一次同意卡斯特羅的觀點:118。
蓋伊·馬林斯(Gay Mullins) 是西雅圖一名退休人員，他希望藉 12 萬美元創辦一家公關公司，並於 5 月 28 日成立了美國舊可樂飲用者組織，遊說可口可樂公司要麼重新推出原配方，要麼將其賣給其他人。 他的組織最終接到了 60,000 多個電話。 他還對可口可樂公司提起了集體訴訟（該訴訟很快被一名法官駁回，法官稱他更喜歡百事可樂的味道）。儘管如此，他還是表示當他重新引入了舊配方時，有興趣確保可口可樂公司成為他新公司的客戶:160。在兩次非正式的盲味測試中，馬林斯要麼未能區分新可樂和舊可樂，要麼表達了對新可樂的偏好:162。
儘管在南方持續存在阻力，新可口可樂在美國其他地區繼續表現良好:149–151。 然而，高管們不確定國際市場將如何反應。 他們在摩納哥會見了國際可口可樂裝瓶商； 令他們驚訝的是，裝瓶商對銷售新可樂不感興趣。可口可樂公司營銷副總裁塞爾吉奧·齊曼還聽到了他在墨西哥的親戚的疑慮和懷疑，當時他去墨西哥度假，新可樂原計劃在今年夏天晚些時候推出。
戈伊蘇埃塔表示，喜歡新可樂的可口可樂員工由於同儕壓力而無法發言，就像焦點小組中發生的情況一樣。 當時的可口可樂總裁兼首席運營官唐納德·基奧（Donald Keough）報告說，他在鄉村俱樂部無意中聽到有人說他們喜歡新可樂，但“如果我讓可口可樂知道這一點，他們就該死”:154。

### 百事公司的反應
百事公司利用了這一情況，投放了廣告。廣告裡一位首次喝百事可樂的人驚呼：“現在我知道可口可樂為什麼這麼做了！”:148–9 在消費者的憤怒和幾則嘲笑可口可樂失敗的百事可樂廣告下，與去年同月相比，百事可樂的銷售額增長了14%，這是百事公司歷史上最大的銷售額增長，但實際上，只有很少可口可樂的長期飲用者轉為飲用百事可樂。 可口可樂企業傳播總監卡爾頓·柯蒂斯（Carlton Curtis）隨著時間的推移意識到，消費者對舊配方的撤回比對新配方的口味更感到不安:175。
時任百事公司北美業務總監的羅傑·恩里科（Roger Enrico）宣布全公司放假，並在《紐約時報》上刊登整版廣告，宣稱百事公司贏得了曠日持久的“可樂大戰”:115 :359。由於可口可樂官員在周末全神貫注於為這一公告做準備，他們的百事可樂同行有時間在記者中培養懷疑態度，使其在後來有關可口可樂改變配方的公眾討論發揮作用:125。1985 年 4 月23 日，百事公司宣布該消息後，給員工放了一天假，並表示：“通過今天的行動，可口可樂已經承認這「不是」真的。”

### 公司高層的不滿
早在 1985 年 5 月，一些可口可樂管理層就開始悄悄主張重新引入舊配方:157。到了 6 月（軟性飲料銷量通常開始上升的月份）中旬，數據顯示新可樂消銷量平穩。 高管們擔心社會同儕壓力正在影響他們的利潤。 一些消費者甚至開始嘗試從海外購買原配方可樂，因為新配方尚未於美國以外地區推出，而美國國內的原配方飲料庫存已經耗盡:158。在這個月裡，可口可樂的化學家還悄悄降低了新配方的酸度水平，希望能平息人們對口味的抱怨，並讓人們更好地感知其甜味（公司甚至已經準備了有關這一變化的廣告，但從未被使用過）:364。
除了更喧鬧的公眾抗議、抵制和新可樂被傾倒在幾個城市的街道上之外，該公司還有更嚴重的問題需要關注。 可口可樂裝瓶商，而不僅僅是那些仍在就糖漿定價政策起訴該公司的裝瓶商，都表達了擔憂。 當戈伊蘇埃塔於同年 4 月 22 日在亞特蘭大伍德拉夫（Woodruff）藝術中心舉行的裝瓶商會議上宣布這一變化時，他們起立鼓掌，並很高興該公司終於在面對百事公司的進步時採取了一些舉措，但他們對新可樂的味道卻不那麼熱情。:364 :106,116
仍在起訴可口可樂的 20 家裝瓶商在法律辯論中大量提及了配方變化。 最初提起訴訟時，可口可樂在辯護中辯稱，該配方的獨特性和與健怡可樂的區別證明了與後者不同的定價政策是合理的——但如果新配方僅僅是健怡可樂的高果糖漿甜化版本，那麼可口可樂不能說這個公式是獨一無二的。 裝瓶商，尤其是南方的裝瓶商，也厭倦了因這一變化而面臨人身攻擊。 許多人報告說，一些熟人甚至朋友和親戚排斥他們，或者以其他傷人情感的方式表達不滿。 6 月 23 日，幾家裝瓶商在一次私人會議上向可口可樂高管提出了這些投訴:121。
最後，可口可樂董事會決定開始恢復舊可口可樂的計劃。 幾年後，公司總裁唐納德·基奧在紀錄片《人民對戰可口可樂》（2002 年）中透露，當他們參觀摩納哥的一家小餐館時，店主自豪地說他們提供「真正的東西」，這是「真正的可樂」，為他們提供冰鎮的 6+1⁄2 盎司玻璃瓶原裝可口可樂。他們意識到恢復舊可口可樂是唯一的正確做法。

### 重新引入舊配方可樂
1985年7月11日下午，在新可樂推出79天后，可口可樂高管召開新聞發布會，宣布原配方可口可樂將會回歸。 美國廣播公司新聞頻道的彼得·詹寧斯打斷了杏林春暖節目以發布一條特別公告，與觀眾分享這一消息。在美國參議院，議員大衛·普賴爾 (David Pryor) 稱重新引入舊配方是“美國歷史上一個有意義的時刻”。公告發布後兩天內，公司熱線接到31,600個電話。
新可樂繼續以 Coke 的名稱進行營銷和銷售（直到 1990 年，更名為 Coke II），而最初的配方被命名為 Coca-Cola Classic（可口可樂經典），並在短時間內被公眾稱為 Old Coke（舊可樂）。 一些品嚐過重新推出的舊配方可樂的人並不相信第一批產品確實與當年春天退出市場時的舊配方可樂相同。 對於一些地區來說情況確實如此，這是因為在舊配方可樂退出市場時，儘管大多數裝瓶商都已改用高果糖漿代替蔗糖，部分地區的裝瓶商仍使用蔗糖來使可樂變甜。該批裝瓶商在重新製造舊配方可樂（即經典可口可樂）時則轉用了高果糖漿:183。
蓋伊·馬林斯（美國舊可樂飲用者組織創辦人）獲得了第一箱經典可口可樂 。後來，他抱怨這種飲料現在讓他生病了，他將此歸咎於該飲料中含有高果糖漿； 他還聲稱，高果糖漿使他的味蕾變得遲鈍，這也是他在口味測試中偏愛新可樂的原因。

## 後續
到 1985 年底，經典可口可樂的銷量大幅超過新可口可樂和百事可樂。 推出六個月後，可口可樂的銷售額增長速度是百事可樂的兩倍多。
儘管新可口可樂在洛杉磯和其他一些主要市場的銷售情況相當不錯，但其銷量卻下降至市場份額的 3%。然而，後來的研究表明，公司在 1985 年取得成功的原因並非經典可口可樂的回歸，而是幾乎與新可樂同時推出、幾乎未被公司注意到的櫻桃味可口可樂:187。
比爾·科斯比結束了他為可口可樂做的長期廣告，聲稱他讚揚新配方優越性的廣告損害了他的信譽。 可口可樂公司沒有人因為這一改變而被解僱。 1997 年戈伊蘇埃塔去世時，可口可樂公司股價遠高於他 16 年前接任時的水平，該公司作為市場領導者的地位更加穩固。 時任百事公司美國業務負責人的羅傑·恩里科當時將新可口可樂比作福特汽車於1958-60年推出的新汽車品牌埃德塞爾（Edsel）。後來，當他成為百事可樂公司的首席執行官時，他修改了對情況的評估，稱如果有人因新可樂而被解僱或降職，就會傳達出公司強烈不鼓勵冒險的信息。
新可口可樂則繼續於口味測試中獲勝。 1987 年，《華爾街日報》對 100 名隨機選擇的可樂飲用者進行了調查，其中大多數人表示偏愛百事可樂，剩下的人則選擇經典可樂，除了兩名新可樂忠實擁護者。 當這組人有機會在盲測中嘗試這三種品牌時，新可口可樂略微擊敗了百事可樂，但許多測試者發現他們選擇了自己最喜歡的品牌之外的品牌後，對測試結果感到憤怒。
戈伊蘇埃塔聲稱，他從未後悔改變可口可樂配方的決定。 他甚至於 1995 年為新可樂舉辦了十週年紀念派對，並繼續飲用它，直到 1997 年去世。
1990年代末，塞爾吉奧·齊曼這樣總結新可樂的經驗：
是的，它激怒了公眾，讓我們損失了大量資金，並且只持續了 77 天，然後我們就重新推出了經典可口可樂。 儘管如此，新可口可樂仍然取得了成功，因為它重振了品牌並重新吸引了公眾對可口可樂的喜愛。

## 可口可樂 II
1990 年，可口可樂公司準備以可口可樂 II（ Coke II ）為名，為新可口可樂推出一場截然不同的營銷活動，但僅限於一個市場——華盛頓州斯波坎，當地是百事可樂的大本營。 可口可樂公司和裝瓶商投入了大量資源來推出可口可樂 II，包括提供 16 盎司（其中 4 盎司為贈送）罐裝的可口可樂 II。 全新“We’ve Got Your Number”廣播和電視廣告，以及 KZZU （斯波坎的當地電台）電台節目上贈送新可樂。 新廣告試圖將可口可樂 II 的味道解釋為“真正的可樂味道加上百事可樂的甜味，這兩種東西加在一起就形成了順滑、清爽的可口可樂 II”。 百事可樂通過對口味主張的法律挑戰進行反擊，降低了店內價格，並加大了自己的廣告力度。 可口可樂 II 的市場份額在測試初期升至 4%，但隨後回落至 2.3%。測試亦沒有延伸到斯波坎以外地區。
在一個已經提供多種以某種方式自稱為“可樂”的飲料的市場中，公眾認為沒有理由接受他們七年前堅決拒絕的產品。 到1998年，新可口可樂只能在西北、中西部和一些海外地區的少數零星市場上找到。 2002年7月，可口可樂宣布完全停產可口可樂 II（即新可口可樂）。
2002年8月16日，可口可樂公司宣布更改經典可口可樂（Coke Classic）的標籤，其中“Classic”（經典）一詞不再那麼突出，引發人們猜測它最終將被刪除，新可樂的最後痕跡也將消失。2009年，可口可樂從其北美包裝上永久刪除了“Classic”字樣。

## 2019年回歸
2019年5月21日，可口可樂宣布將限量重新推出1985年的新配方（並再次命名為“新可口可樂”），以宣傳Netflix劇集《怪奇物語》第三季。該劇以 1985 年為背景，在該季的三集中出現了罐裝新可樂。
可口可樂公司為促銷活動生產了約 500,000 罐新可樂，主要在網上銷售。然而，由於許多人急於購買，導致訂單量讓可口可樂網站崩潰了。 許多粉絲抱怨因為他們想訂購一些新可樂，該公司在社交媒體平台上為延誤道歉。當時，新可樂也可以在紐約和洛杉磯等城市的精選自動售貨機中購買得到。

## 外部連結
- New Coke - a market research disaster? - St John's College ... Blog （页面存档备份，存于）
- Coca-Cola history on New Coke （页面存档备份，存于）
- God, What a Blunder: The New Coke Story By Michael Bastedo Angela Davis With a good talk on the problems of their research methodologies (focus groups v. surveys).
- QuickTime news clip on New Coke introduction from KTLA news in Los Angeles, courtesy of CNN.com
- Cokelore (Knew Coke) （页面存档备份，存于） — Snopes' take on New Coke